# Coppa delle Coppe 1977-1978 (hockey su pista)
La Coppa delle Coppe 1977-1978 è stata la 2ª edizione dell'omonima competizione europea di hockey su pista riservata alle squadre di club. Il torneo ha avuto inizio il 22 aprile e si è concluso il 15 luglio 1978. Il titolo è stato conquistato dai portoghesi dell'Oeiras per la seconda volta nella loro storia sconfiggendo in finale gli spagnoli del Voltregà.

## Squadre partecipanti
| Nazione        | Club         | Città                    | Qualificazione                          |
| -------------- | ------------ | ------------------------ | --------------------------------------- |
| Belgio         | Rolta        | Lovanio                  | 2º nel campionato belga 1977            |
| Francia        | La Vendéenne | La Roche-sur-Yon         | 2º nel campione francese 1977           |
| Germania Ovest | Herten       | Herten                   | 2º in Germania Ovest nel 1977           |
| Italia         | Follonica    | Follonica                | Detentore Coppa Italia 1977             |
| Paesi Bassi    | Residentie   | L'Aia                    | 2º nei Paesi Bassi nel 1977             |
| Portogallo     | Carvalhos    | Barcelos                 | Semifinalista Coppa del Portogallo 1977 |
| Portogallo     | Oeiras       | Oeiras                   | Detentore Coppa delle Coppe             |
| Spagna         | Voltregà     | Sant Hipòlit de Voltregà | Detentore Coppa del Re 1977             |
| Svizzera       | Basilea      | Basilea                  | Detentore Coppa di Svizzera 1977        |

## Risultati

### Primo turno
| Squadra 1 | Totale  | Squadra 2  | Andata | Ritorno |
| --------- | ------- | ---------- | ------ | ------- |
| Follonica | 11 - 10 | Residentie | 6 - 4  | 5 - 6   |

### Quarti di finale
| Squadra 1    | Totale  | Squadra 2 | Andata | Ritorno |
| ------------ | ------- | --------- | ------ | ------- |
| Carvalhos    | 19 - 5  | Basilea   | 11 - 0 | 8 - 5   |
| Herten       | 2 - 6   | Follonica | 2 - 1  | 0 - 5   |
| La Vendéenne | 11 - 19 | Voltregà  | 8 - 9  | 3 - 10  |
| Rolta        | 5 - 16  | Oeiras    | 2 - 4  | 3 - 12  |

### Semifinali
| Squadra 1 | Totale | Squadra 2 | Andata | Ritorno |
| --------- | ------ | --------- | ------ | ------- |
| Follonica | 4 - 13 | Oeiras    | 3 - 1  | 1 - 12  |
| Voltregà  | 13 - 9 | Carvalhos | 9 - 3  | 6 - 4   |

### Finale
| Squadra 1 | Totale | Squadra 2 | Andata | Ritorno |
| --------- | ------ | --------- | ------ | ------- |
| Oeiras    | 6 - 5  | Voltregà  | 3 - 2  | 3 - 3   |

#### Andata
| Oeiras 1º luglio 1978 | Oeiras | 3 – 2 | Voltregà |  |

#### Ritorno
| Sant Hipòlit de Voltregà 15 luglio 1978 | Voltregà | 3 – 3 | Oeiras |  |